# George Zane III
George Zane III (1922-1997) fou cap dels wyandot (hurons) de Kansas des del 1957, descendent de Noah Zane, curador del cementeri wyandot, raó per la qual marxà a Washington el 1959 per a reclamar els drets pel Cementeri Huró.